# Ori technológia

Az ori anyahajó, ami a legerősebb Tejútrendszeri ori hajó

Az Ori a kitalált Csillagkapu univerzumban szerepel. Az ori az ősökhöz hasonlóan felemelkedett, ellenben az ori átadta a technológiákat a népnek a vallásával együtt, ami az ősöknél szigorúan tiltott. Pontosan ezért áll az ori már a felemelkedett síkon több millió éve háborúban az ősökkel. Az Ős technológia és az Ori technológia nagyon hasonlítanak egymásra. Az ős eszközökhöz hasonlóan az ori technológiák nagy része is kristályokkal működik.

## Ori vadász
A mérete a földi F-302-eseknél nagyobb, kb. 5-ször akkora, mint egy lidérc vadász. Ezek az ori anyahajók kisebb támadói. Ori energiafegyvereket használnak, mint támadóeszköz. Főleg katonákat szállítanak, akiket gyűrűkkel juttatnak le a bolygókra. Képesek hordozható gyűrűplatformok elhelyezésére is. Az anyahajókhoz hasonló pajzsokat használnak.

## Ori védelmi műholdas rendszer
Az extrém erejű ori fegyverek között ez a műhold (melyből 1 szerepelt eddig) előkelő helyet foglal el a listán. A műholdnak nagyon erős pajzsai vannak, és olyan energiasugara, mely egyszerűen átlőtt egy asgard pajzsot, és elpusztította a Prometheust. Valószínűleg nem erősebb, mint egy ori hajó lézere, hanem az ereje abban rejlik, hogy míg egy ori hajó rövid és vastag energianyalábokat lő ki, egy ilyen műhold vékony, de hosszú és folyamatos sugarat használ. Az energiaforrása valószínűleg hasonlóan erős az ős ZPM-hez. Az első és az utolsó megjelenése eddig az "Ethon" című részben van, ahol egy hírnök a Tegalus népének épített egy műholdat.

## Ori anyahajó
Ez az erős, ellipszis-kör alakú hajó az Ori követőit szállítja az Ori keresztes háborújába. Az ellipszis alakú test belseje (nem a hajó utastere, hanem az ellipszis mint alakzat belseje) üres, de ennek a térnek az elején vagy egy középső gyűrű, mely az energiaellátást biztosítja. Ezt az energiaforrást csak egy hírnök képes elindítani. A hajó körülbelül akkora, mint a 6. évad 11.-12. részében látott asgard hajó (az asgard hajóhoz képest a Prométheuszt észre sem lehetett venni). 2 ismert fegyverét lehetett látni: energialövedékeket (a Camelot című részben látszik, hogy egy hajót ez semmisít meg), és egy hatalmas, sárga kör alakú lézert. A fegyverzete áthatol a Goa'uld Ha'tak-ok pajzsain, illetve egy ilyen hajó pusztította el a Korolevet, ami az első orosz irányítás alatt lévő űrhajó volt.
Bár a hajó fehér színű pajzsai megvédik az összes tejútrendszeri fegyvertől, a Szuperkapu aktiválásakor létrejövő anyagáramtot nem bírta ki, így egy elpusztult, de a pajzsai az asgard energiafegyvereket se bírják, amik az Odüsszeián vannak, és ezekkel elpusztítottak két ori anyahajót.

## Ori irányító szék
Az ori irányítószékkel egy ori gént tartalmazó személy képes irányítani az ori gépeket. Az ori székek működési elve megegyezik az ős székkel, mint amilyen Antarktiszon, Praclarush Taonas-on (ahol az 1. ZPM-et találták) és az ős városokban (mint Atlantisz) van, azaz csak egy bizonyos génnel lehet aktiválni.

## Ori botfegyver
Ez a fegyver az ori katonák általános fegyvere, mely nagyon hasonlít a Jaffa-k által használt botfegyverekhez. A Jaffa fegyverekhez hasonlóan energialövedéket bocsát ki, mely kékesfehér színű, és az energiaforrása kristály technológiájú. A fegyver feje az Eredet szimbólumát szimbolizálja.

## Ori kézi fegyver
A fegyvert az Ori harcosai használják. A fegyver működése hasonlít a zat-hoz. Úgy mint a zat, ez sem halálos első lövésre, csak kábít, bár azt nem tudni, hogy hány lövés után halálos, ha halálos. A fegyver a zat-tal ellentétben kristálytechnológiával működik, és inkább hasonlít egy kesztyűre, mint egy puskára.
A fegyver kézi irányítás alatt van. Ha elsütik, a fegyver egy kék energialövedéket lő ki magából, ezzel elkábítva áldozatát.

## Ori gyűrűk
A gyűrűket az ősök találták fel, melyet a Tejútrendszerben használtak. Ezt a technológiát az ori is kifejlesztette, de a kivitelezése egy kicsit más, mint az ős gyűrűké.
Az ori gyűrűk 5 gyűrűt használnak az átlagos (ős) 6 gyűrűs rendszerrel szemben, így lassabban teleportálnak. Mivel az ori és az ős technológia nagyon hasonló, a két típusú gyűrű kompatibilis egymással. A 10. évad egyik részében (Line in the Sand) láthatjuk, hogy egy Ori vadász ledob egy gyűrűplatformot egy bolygó felszínére, melyet arra használtak, hogy egy Ori anyahajóról harcosokat küldjenek le a bolygóra (ez látható a képen is).

## Pajzsok
Eddig 2 féle ori pajzstechnológiával találkozhattunk a sorozat folyamán:
- A hajók pajzsai, mellyel az Ori anyahajók rendelkeznek, de van néhány gyengeségük – például nem képes ellenállni a Szuperkapu "kawoosh"-ának, a pajzson energiarések keletkeznek, hogyha bombázzák (így például át lehet küldeni gyűrűket), nem véd az ős drone-októl, a Dakarai szuperfegyvertől sem véd és az Odüsszeia asgard lézerágyúi is képesek voltak rajta áthatolni. Ugyanakkor a pajzsok nagyon erősek, kibírták hogy egy Ha'tak nekimegy a pajzsoknak (ezt mutatja az 1. kép), 2 Deadelus osztályú hajó, egy tucat Ha'tak és egy O'neil osztályú csatahajó együttes fegyvertüzét is.
- Adria, az Orici személyes pajzsa, mely ellenáll a lőszer alapú fegyvereknek és az energiafegyvereknek is, mint amilyen egy botfegyver vagy a Dakara szuperfegyver. Az orici szerint a pajzs egy darabja az ősi városnak, Celestisnek, ami az Ori szülőbolygója.

## Csillagkapu
Akárcsak az ősök, az ori is épített kapukat, mellyel képesek voltak Ori hírnököket küldeni a Tejútrendszerbe. Az ori kapuk száma az ori galaxisban ismeretlen.

## Szuperkapu

A Prométheusz az éppen aktiválódó szuperkapu előtt van

A szuperkapu a csillagkapuk 100-szor nagyobb változata. A kapu 4 m széles és 10 m hosszú darabokból áll, de a 2. szuperkapu már ennél nagyobb, 50 m széles és 100 m hosszú darabokból áll. Az első kapu átmérője 300–400 m volt, a másodiké ennek legalább az 5-8-szorosa.
A szuperkapuhoz szükséges energiát (tudtunk szerint) csak egy fekete lyuk képes kibocsátani. Mikor kialakul a szingularitás, a fekete lyuk gravitációs mezejének hatása nagyon is érezhető (mikor megpróbált kinyílni az első szuperkapu, a szingularitás beszippantotta egy gyűrű anyagáramát).
A szuperkapu részei olyan erősek, hogy elpusztítottak két Ha'tak-ot összeállás közben, és a Prométheusz teljes erejű pajzsai is majdnem szétestek egy darabbal való ütközéskor.